# Équipe de Nouvelle-Zélande masculine de squash
L'équipe de Nouvelle-Zélande masculine de squash représente la Nouvelle-Zélande dans les compétitions internationales de squash et dirigée par Squash New Zealand (en)
Depuis 1967, la Nouvelle-Zélande a disputé trois finales du championnats du monde par équipes.

## Équipe actuelle
- Paul Coll
- Elijah Thomas
- Lwambe Chileshe
- Temwa Chileshe

## Palmarès
| Année                 | Résultat        | Position | G      | P      |
| --------------------- | --------------- | -------- | ------ | ------ |
| Melbourne 1967        | Phase de poule  | 3e       | 3      | 2      |
| Birmingham 1969       | Phase de poule  | 5e       | 1      | 4      |
| Palmerston North 1971 | Phase de poule  | 5e       | 2      | 4      |
| Johannesbourg 1973    | Phase de poule  | 4e       | 1      | 3      |
| Birmingham 1976       | Phase de poule  | 5e       | 5      | 2      |
| Toronto 1977          | Final           | 2e       | 6      | 1      |
| Brisbane 1979         | Phase de poule  | 5e       | 6      | 2      |
| Stockholm 1981        | Quart de finale | 5e       | 7      | 1      |
| Auckland 1983         | Phase de poule  | 5e       | 6      | 3      |
| Le Caire 1985         | Finale          | 2e       | 8      | 1      |
| Londres 1987          | Finale          | 2e       | 7      | 1      |
| Singapour 1989        | Demi-finale     | 4e       | 5      | 3      |
| Helsinki 1991         | Phase de poule  | 5e       | 5      | 2      |
| Karachi 1993          | Phase de poule  | 5e       | 3      | 3      |
| Le Caire 1995         | Quart de finale | 7e       | 2      | 4      |
| Petaling Jaya 1997    | Phase de poule  | 11e      | 4      | 2      |
| Le Caire 1999         | Phase de poule  | 14e      | 2      | 4      |
| Melbourne 2001        | Phase de poule  | 17e      | 4      | 2      |
| Vienne 2003           | Phase de poule  | 17e      | 5      | 2      |
| Islamabad 2005        | Phase de poule  | 15e      | 3      | 3      |
| Chennai 2007          | 1/16e de finale | 13e      | 3      | 3      |
| Odense 2009           | 1/16e de finale | 10e      | 3      | 3      |
| Paderborn 2011        | Phase de poule  | 22e      | 3      | 4      |
| Mulhouse 2013         | 1/16e de finale | 15e      | 3      | 4      |
| Le Caire 2015         | Annulé          | Annulé   | Annulé | Annulé |
| Marseille 2017        | Quart de finale | 6e       | 4      | 2      |
| Total                 | 25/25           | 0 titre  | 101    | 65     |

,